# Popotla (métro de Mexico)
Popotla est une station de la Ligne 2 du métro de Mexico. Il est situé au ouest de Mexico, dans la délégation Miguel Hidalgo.

## La station
La station est ouverte en 1970.
Le nom Popotla fait référence à un village situé sur la chaussée menant de Tenochtitlan à Tlacopan, où se déroula la Noche Triste. L'icône représente le cyprès chauve appelé l’arbre de la Noche Triste, où, selon la légende, Hernán Cortés se reposa et pleura sa défaite face aux Mexicas. Après plusieurs incendies (le dernier en 1980), n'en subsistent que des vestiges et une plaque commémorative.